# Старий порядок
Старий порядок (також Старий режим; Дореволюційна Франція; фр. Ancien Régime фр.: [ɑ̃sjɛ̃ ʁeʒim] ( прослухати), Ансьян Режим) — політичний і соціально-економічний режим, що існував у Франції приблизно з кінця XVI — початку XVII ст. до Французької революції. Як пише французький історик П. Губер, «Монархія Старого порядку народилася в громадянських війнах, які призвели Францію до краху в другій половині XVI ст.». Проте деякі його риси виникли ще раніше, в XV–XVI ст. Особливості Старого порядку багато в чому зумовили Французьку революцію і її характер:

Французька революція залишиться лише темним місцем для тих, хто не захоче бачити нічого, крім неї, світло, здатне її прояснити, треба шукати в часі, який їй передував. Без чіткого уявлення про старе суспільство, його закони, його вади, його злиденність і велич, ніколи не стане зрозуміло, що ж робили французи протягом шістдесяти років, що послідували за його падінням … Алексіс де Токвіль

## Загальна характеристика
За словами П. Губера, «Старий порядок — це перш за все, форма суспільства». Сформоване у Франції суспільство до Французької революції досить сильно відрізнялося від того, що було в сусідніх державах. Марксистські історики вважали, що це було феодальне суспільство. Однак переважна більшість немарксистських істориків з цим не погоджується, перш за все, з тієї причини, що в ньому були відсутні основні ознаки феодалізму. Так, кріпосне право у Франції повсюдно зникло вже до кінця XIII ст. Система васально-ленних відносин (феодальна драбина) також зникла задовго до Старого порядку. Сильний удар по феодальних пережитків було завдано кардиналом Рішельє на початку XVII ст. Як вказує історик Р. Мандру, він знищив замки-фортеці французьких герцогів і баронів, що збереглися з часів середньовіччя, розпустив їх приватні армії, заборонив дуелі і ввів поліцейські обмеження на свободи французької знаті. З цього моменту у Франції остаточно сформувався абсолютизм — сильна необмежена влада монарха, яка також нехарактерна для феодалізму з його системою пухкої васальної залежності («васал мого васала — не мій васал»).
Разом з тим, Старий порядок мав мало спільного і з капіталізмом, який бурхливо розвивався в сусідніх Англії, Голландії, Німеччини та Італії. На відміну від цих країн, Франція тієї епохи характеризувалася нерозвиненістю товарно-грошових відносин і переважанням натурального обміну (див. далі). А. Токвіль порівнював деякі риси Старого порядку з Індією до її колонізації англійцями, інші автори тієї епохи проводили паралель з Перської імперією античної епохи і порівнювали французькі провінції з перськими сатрапіями, є багато спільних рис з Китаєм XIV–XVIII ст., що дозволяє деяким авторам відносити Старий порядок до особливого типу суспільства, не феодального і не капіталістичного, який в основному був характерний для країн Сходу.
Характерною рисою Старого порядку була клановість. Все французьке суспільство ділилося на три стани — духовенство, шляхта і т. зв. третій стан. У політичній сфері робився наголос на божественне право королів перед своїми підданими. Абсолютний монарх (найвідомішим з яких був «Король-Сонце», Людовик XIV) мав необмежену владу.
Старий порядок відповідав декільком історичним періодам в історії Франції. Остаточно склавшись до кінця епохи станової монархії, він в основному існував протягом епохи Рішельє і французького абсолютизму. Період до укладення Утрехтського миру (1714), поки могутність Франції йшла вгору, прийнято називати великим століттям (Grand Siècle), а наступний час — століттям галантним. Після революційних потрясінь багато французів з ностальгією згадували «старі порядки». Талейран якось зауважив, що ті, що не жили за старого режиму не можуть знати, що таке насолода буття.

## Державний устрій
Багато рис державного устрою Франції мали зовнішню схожість з іншими європейськими країнами. На чолі держави стояв король, якому підпорядковувалися міністри; в провінціях існували губернатори і парламенти, в містах — місцеві муніципальні органи. Проте були і важливі відмінності, які робили Францію несхожою на її сусідів.
Найважливіше з них полягало в системі продажу державних посад (paulette), що охоплювала весь державний апарат як у Парижі, так і в провінціях. Практика продажу державних посад з'явилася у Франції ще на початку XVI ст. при Людовіку XII, але в остаточному вигляді склалася на початку XVII ст. при Генріха IV, коли ця система стала всеохопною, довічною і спадковою, і проіснувала до 1789 р. Вартість вищих державних посад в останні десятиліття перед Французькою революцією досягала 200—300 тис. ліврів (фунтів) і більше, що було еквівалентно вартості розкішного готелю з повною обстановкою. Разом з купівлею посади чиновник отримував право на довічну «ренту», яка, як правило, дозволяла багаторазово окупити зроблені витрати. За словами А. Токвіля, система продажу посад поступово стала чимось таким дивним, чого ніколи раніше не було бачено у світі.
Зазначена практика була однією з важливих причин неефективності і крайнього бюрократизму французької державної машини, які зберігалися до самої революції 1789 р. Як пише Р. Мандру, введення системи продажу посад у Франції на початку XVII ст. призвело до безконтрольності чиновників і чиновницькому свавіллю: чиновники вважали, що купуючи посаду, та ще довічну і з правом успадкування, вони отримують повну незалежність у своїх діях від центральної влади. А. Токвіль вказував, що в результаті існування даної системи у Франції з'явилося «неймовірна кількість абсолютно непотрібних, а то й шкідливих, посад … Таким чином спорудили собі таку величезну, хитромудру, громіздку і непродуктивну адміністративну машину, що довелося залишити її деяким чином працювати вхолосту, а за її межами виготовити для себе простий і зручний в обігу інструмент управління, за допомогою якого і зробити по-справжньому те, що всі ці чиновники робили для вигляду».
Прикладом існування таких паралельних структур з однаковими функціями може служити інститут королівських інтендантів в провінціях, який був введений Рішельє і зміцнився в наступний період. Інтенданти володіли широкими повноваженнями, які перевершували повноваження провінційних губернаторів (голів провінцій) і парламентів, і їх функції багато в чому дублювали функції останніх (податки та фінанси, внутрішня політика, судочинство і т. д.). Відомий фінансист англієць Лоу був здивований цією особливістю французької системи управління: «Ніколи б не повірив у те, що бачив сам, будучи контролером фінансів. Знайте ж, що французьке королівство управляється тридцятьма інтендантами. У вас немає ні парламенту, ні штатів, ні намісників; є тільки тридцять стряпчих, розісланих по провінціях, від яких і залежить щастя або нещастя цих провінцій, їх достаток або безпліддя».
Система купівлі та довічного володіння державними посадами була постійним джерелом корупції. Придбавши посаду, кожен чиновник прагнув окупити зроблені витрати, використовуючи при цьому своє службове становище. Істориками наводяться приклади великих статків, акумульованих чиновниками за роки своєї служби, в той час як у момент початку своєї кар'єри деякі з них були бідні.
У 1771 р. Людовик XV спробував скасувати купівлю-продаж та успадкування ряду посад, але цей план зустрів сильну протидію з боку аристократії, і після смерті короля про нього забули.

## Соціальна структура

### Перший і другий стан
Перший і другий стан (шляхта і духовенство) були звільнені від сплати будь-яких податків, мали виняткові політичні права і ряд інших привілеїв по відношенню до решти населення. Більшість державних посад могли займати лише дворяни, вони ж формували парламенти, куди практично неможливо було потрапити представникам третього стану. Наприклад, у складі парламенту провінції Бретань у період з 1660 по 1789 рр.. не було жодного члена цього державного органу, який не мав шляхетський титул.
Одночасно з продажем державних посад у Франції широко розповсюдилася і практика продажу шляхетських титулів. Цим широко користувалися нувориші з третього стану, які через цей механізм перетворювалися у дворян. Новий шар шляхти, що утворився за допомогою покупки титулів, називали «шляхта мантії» (noblesse de robe), в той час як стару спадкову аристократію називали «шляхтою шпаги» (noblesse d'épée).
У результаті вказаної практики протягом існування Старого порядку сталося дуже сильне «розводнення» французької шляхти розбагатівшими вихідцями з третього стану. Наприклад, в Паризькому парламенті в XVIII столітті з 590 його членів лише 6 % відносилися до нащадків старої аристократії, що існувала до 1500 р., а 94 % членів парламенту належали сім'ям, які отримали шляхетський титул протягом XVI–XVIII ст. На думку істориків, до XVIII ст. між новими і старими шляхтами зникли які-небудь істотні відмінності, і вони сформували єдину «касту».
У середині XVIII ст. виникла теорія, що мала популярність серед французької аристократії, згідно з якою шляхта у Франції походить від «раси завойовників» — франків, у той час як все інше населення було нащадками галльських селян, нібито у свій час підкорених франками; таким чином, особливе положення аристократії отримало расове обґрунтування.

### Третій стан
Третій стан включало близько 98 % населення Франції і був неоднорідним. Найбільш великими соціальними групами в його складі були селянство (понад 85 % населення) і буржуазія. Під словом «буржуазія» позначали середній клас, що мав свій «буржуазний» стиль життя, що відповідав його досить скромному рівню доходів. А ті буржуа, яким вдавалося розбагатіти, як правило, поспішали купити собі шляхетський титул і залишали лави буржуазії, приєднавшись до аристократії. Англійські історики А. Мілвард і С. Саул підрахували, що у Франції кінця XVIII століття середній рівень доходів аристократії в 10 разів перевищував середній рівень доходів буржуазії, а останній, у свою чергу, також приблизно в 10 разів перевищував середній рівень доходів робітників і селян.
Найважчим було становище селян, які несли основний тягар податків і зборів, страждали від сваволі поміщиків і бюрократії і не мали жодних політичних прав. За оцінками, сукупний податковий тягар селян по відношенню до поміщиків, держави і церкви (податки, орендна плата, десятина і т. д.) становив в середньому 30-40 % від валового врожаю (або близько 45-50 % від нетто-врожаю, за вирахуванням насіннєвого фонду). Крім цього, селян часто залучали до примусових неоплачуваних робіт на державу (будівництво доріг і т. д.) і на поміщиків.
За свідченнями очевидців, 3/4 селян у Франції цілий рік, і влітку і взимку, ходили в одній і тій же зношеній одежі, так як іншої у них не було, і в дерев'яних черевиках (сабо) на босу ногу; взимку вони сильно мерзли, так як у їхніх помешканнях не було ніякого опалення, а ліси, як правило, були власністю поміщиків або короля і вхід туди був заборонений. Селянські бунти були постійним явищем, часом охоплюючи великі території. Особливо великого розмаху вони набули в 1789 р., коли селяни попалили багато поміщицьких садиб (події, що отримали назву «Великий Страх» — Grand Peur).
Численні факти свідчать про наявність сильного антагонізму між шляхтою і третім станом, що особливо проявилося в перші роки революції. Слова «аристократи» і «аристократія» в той час стали лайливими, а самі дворяни та їх сім'ї стали об'єктом терору, знущань і нападок з боку народних мас. Французькі історики Ф. Фюре і Д. Ріше вважають, що це стало наслідком «комплексу приниження», яке сформувалося в маси простих французів до кінця існування Старого порядку.

## Аграрні відносини
На більшій частині французької території існувало велике поміщицьке землеволодіння поряд з дрібним селянським землеволодінням. Більшість селян володіли власними маленькими ділянками землі і одночасно орендували землю у поміщиків. Лише на самому півдні (в Лангедоку) панували селянські господарства; велике поміщицьке землеволодіння там було повністю знищено в ході гугенотської революції XVI століття.
Сільське господарство велося патріархальними методами, врожайність була низькою. Аж до середини XVIII століття у Франції практично не було інновацій у сільському господарстві, у той час як у сусідній Англії вони впроваджувалися вже протягом кількох століть.
Характерною особливістю аграрних відносин епохи Старого порядку стали Баналітет — «феодальні» зобов'язання селян перед поміщиками. До них відносилися, наприклад, плата за проїзд по дорозі, вимога в обов'язковому порядку молоти борошно на поміщицької млині (за високу плату), заборона на торгівлю вином у піковий сезон попиту на нього, відпрацювання певної кількості днів на поміщика (панщина) і т. д. Сучасні історики встановили, що Баналітет не був «пережитком феодалізму», як це вважали раніше, а були новим феноменом, що виник протягом XVI—XVIII ст. І провідну роль у його широкому поширенні грала не стара спадкова аристократія («шляхта шпаги»), а «шляхта мантії» — новий прошарок аристократії, що висунувся з числа розбагатілих буржуа. За підрахунками, через Баналітет поміщики викачували з селян, крім орендної плати за землю, в середньому близько 15 % річного валового доходу останніх.
Скасування Баналітету стало одним з перших рішень Французької революції. Однак у багатьох випадках це не призвело до поліпшення становища селян: поміщики замість або збільшували розмір орендної плати з селян, або просто перейменовували Баналітет, що звучали надто одіозно. Тому за своїм характером вони представляли собою монопольні права великих землевласників, які почасти збереглися і після революції.
Характерною рисою Франції тієї епохи були голоди, що періодично повторювалися («кризи виживання»). Під час сильних голодів, що повторювалися приблизно раз на 15 років і охоплювали значну частину країни, смертність серед населення сягала 10-20 %, але дрібні локальні «кризи виживання» в тих чи інших провінціях відбувалися практично щорічно. Одну з причин історики вбачають в існуванні великого поміщицького землеволодіння. Так, голоду не було на півдні Франції, де велике поміщицьке землеволодіння було знищено раніше. Історик С. Каплан вказує, що голоди нерідко були наслідком спекуляцій зерном, організованих місцевою аристократією — поміщиками і чиновниками, чому є безліч фактів.

## Торгівля та фінанси
Франція епохи Старого порядку характеризувалося вкрай слабким розвитком торгівлі і грошового обігу. Усередині країни існувало безліч внутрішніх митниць, що перешкоджало внутрішній торгівлі. В області зовнішньої торгівлі з початку XVII ст. і аж до середини XVIII ст. існувала державна монополія, що перешкоджала її розвитку.
Як вказує П. Губер, за всю історію Старого порядку, аж до середини XVIII ст., у Франції ніколи не було нормальних грошей і нормального грошового обігу, який існував в більшості сусідніх країн. Франція була на той час єдиною країною на Заході Європи, у якої не було державного банку, покликаного відповідати за цю сферу діяльності. Випуском грошей завідували самі французькі королі, які постійно займалися «псуванням монет», вводили сильно завищений курс монет, невигідний для населення, а представники великої аристократії і різні ділки карбували фальшиву монету, якою була наповнена вся Франція. Тому до грошей не було жодної довіри, і всі основні розрахунки в країні проводилися в натурі. Селяни розраховувалися частиною свого врожаю, а представники інших станів писали боргові розписки, які, в кінцевому рахунку, погашалися за допомогою взаємних розрахунків.
Нерозвиненість торгівлі та грошового обігу склалися у Франції історично протягом століть, що передували Старому порядку. Раніше, в XIV–XVI ст. одним з головних вимог французьких селян у ході масових повстань була заміна всіх грошових платежів платежами в натурі — і ці вимоги, в кінцевому рахунку, були задоволені. І в XVII–XVIII ст. повстання селян були пов'язані в основному з протестами проти сплати королівських податків, які складали незначну частину загального тягаря селян (5-10 %), але були єдиними, які сплачувалися в грошовій формі. Мабуть, згортання товарно-грошових відносин було викликане прагненням зменшити розмах зловживань і корупції, пов'язаних зі збором грошових податків чиновниками і з іншими грошовими розрахунками населення, які викликали найбільші масові протести.
Не існувало жодної одноманітності в області збору податків, для кожного міста і провінції існував свій особливий податковий режим і свої особливі податки. Так само розмір податків, що стягуються з одного господарства, міг сильно відрізнятися від величини тих податків, які стягувалися з господарства сусіднього. У результаті, як вказував А. Токвіль, французькі селяни, навіть маючи непогані доходи, намагалися прикидатися жебраками, щоб не викликати заздрість оточуючих і не накликати на себе упереджену податкову розверстку.

Зрозуміти основні риси Старого порядку можна лише в тому випадку, якщо ми забудемо утилітарні поняття, введені в XX столітті; майже ніщо в цих рисах не може нам здатися розумним або логічним. П. Губер

## Розвиток суспільства та громадські інститути
Нерозвиненість торгівлі та грошового обігу була однією з причин крайньої статичності населення. Як показали дослідження істориків, переважна більшість французьких селян XVII — першої половини XVIII ст. ніколи в своєму житті не виїжджала за межі свого села на відстань більше декількох кілометрів. Майже в кожній провінції існували свої одиниці мір і ваги, непорівнянні з одиницями, застосовуваними їхніми сусідами. Близько 80 % французького населення було неписьменним.
Судова система була вкрай складною і заплутаною — так, тільки в одному районі Парижа існувало близько 40 різних судів та трибуналів. Суддями були виключно представники першого і другого стану. Всі судові посади продавалися і успадковувалися, що зумовлювало велике представництво серед суддів великої аристократії. Наприклад, одних тільки поміщицьких судів (де поміщик виступав суддею) було у Франції близько 20-30 тисяч. Історики відзначають постійну дискримінацію третього стану, особливо селян, в судових розглядах.
Закони були складні і заплутані, їх виконання аж ніяк не була обов'язковою, а з будь-якого закону було безліч винятків. «Часто скаржаться, що французи зневажають закон; на жаль! Коли б вони змогли навчитися поважати його? Можна сказати, що у людей старого порядку то місце, яке в людському розумі має займати поняття закону, пустувало».
Церква була не тільки найбільшим землевласником, а й політичним інститутом: весь третій стан був зобов'язаний платити спеціальний церковний податок (церковну десятину), що досягав у деяких провінціях 10-12 % від валового врожаю. Сплата церковного податку не давала права селянам користуватися послугами священиків — вони повинні були їм платити окремо (за хрещення дитини, проведення меси, вінчання тощо), що викликало постійне незадоволення населення і вимоги скасування десятини, яка сприймалася як несправедливий податок на третій стан. Під час революції церква, поряд з аристократією, зазнала нападок, переслідування і терору.

Одним з перших діянь французької революції, — писав А. Токвіль, — був замах на Церкву, а серед породжених нею пристрастей безбожництво запалилося першим і згасло останнім. … Таку запеклу ненависть християнство розпалило не як релігійне вчення, а як політичний інститут; не тому що священики бралися залагоджувати справи світу іншого, але тому що у світі цьому вони були власниками, сеньйорами, збирачами десятини, адміністраторами; не тому що Церква не могла зайняти місце в новому суспільстві, яке збиралися заснувати, але тому що вона вже займала саме привілейоване і найсильніше місце в тому старому суспільстві, яке збиралися звернути у прах.

## Мова
Французька мова епохи дореволюційної Франції значно відрізнявся від сучасної, оскільки французькі революціонери приступили до активного постреволюційного мовного будівництва, так як вважали, що моду французької мови до революції ставили королівські придворні. Королівська французька раптово стала сприйматися як химерна і помпезна. Ряд мовних норм, у тому числі фонетичних, зазнав ревізії. Наприклад поєднання-oi, до революції при дворі вимовляється як-we, було змінено на-wa, яке вважалося до цього просторіччям. Ряд старофранцузьких лексем остаточно канули в минуле. Тим не менш, оскільки ці зміни у Франції відбулися після 1789, французька мова в Канаді, яку в 1759 у захопили британці, не зазнала мовної ревізії і зберегла досі, більше чи менше, риси королівської французької.
Крім того між різними регіонами Франції до 1789 р. існували великі мовні відмінності, що пояснювалося замкнутістю існування основної маси населення і відсутністю зв'язків між різними регіонами. Після краху Старого порядку ці мовні відмінності почали швидко зникати.

## Спроби трансформації Старого порядку в другій половині XVIII ст
Успіхи Англії та інших сусідніх держав в економічній області викликали у французьких королів Людовіка XV і Людовіка XVI та його оточення бажання розпочати реформи, які могли б сприяти розвитку Франції. Спробам здійснення цих реформ у другій половині XVIII ст. сприяло поширення ліберальних поглядів в економічній (фізіократи) і політичній областях (енциклопедисти).
У політичній області поряд з невдалими заходами Людовіка XV щодо скасування продажу державних посад (1771 р.), відображенням цих поглядів стала реформа муніципальних рад 1787 р. при Людовіку XVI. У результаті цієї реформи вперше в історії країни були сформовані місцеві органи влади, складені в основному з представників третього стану. Більше того, цим органам було надано безпрецедентні права з управління місцевими справами, які урізали повноваження королівських інтендантів, які раніше були повновладними господарями в провінціях. Як пише А. Токвіль, ці провінційні зібрання одразу ж після свого утворення в 1787 р. «вступили в приховану, а часом і явну війну з інтендантами», що негайно змінило стан справ у провінціях. Наступним кроком щодо лібералізації системи управління стало скликання Людовіком XVI в 1789 р. Генеральних Штатів (в попередній раз Генеральні Штати збиралися лише в 1614 р.).
Сміливі ініціативи Людовіка XVI багато в чому визначили подальший хід Французької революції. Населення Франції раптово усвідомило, що у нього теж є політичні права. «Це раптове і величезне оновлення всіх адміністративних правил і звичаїв, що передувала в нас політичної революції, і про який сьогодні ледве згадують, було, однак, одним із значних переворотів, що коли-небудь зустрічалися в житті великого народу. Ця перша революція справила надзвичайний вплив на другу, і перетворила її на подію, відмінну від усього подібного, що траплялося раніше у світі, або ж того, що сталося потім».
Ще великі наслідки мали спроби проведення ліберальних реформ в економічній області і швидкий розвиток ринкової економіки (капіталізму), починаючи з середини XVIII ст. Перш за все, як пише П. Губер, вперше, щонайменше, за 4 століття у Франції встановився нормальний грошовий обіг: в 1726 р. було зафіксовано твердий срібний вміст французького лівра (близько 4,5 г. срібла), який залишалався незмінним практично до самої революції 1789 р. По-друге, вперше почала швидко розвиватися зовнішня торгівля Франції, яка протягом XVIII ст. зросла в 5-6 разів. По-третє, в країні розгорнулося грандіозне дорожнє будівництво (за 40 років було побудовано 4000 км доріг), що стимулювало розвиток внутрішньої торгівлі між різними провінціями країни.
Перебуваючи під сильним впливом ідей фізіократів, Людовик XV в 1763 р. скасував обмеження на ведення хлібної торгівлі та внутрішні торгові мита. Результатом стала серія голодоморів, що супроводжувалась сплеском повстань в ряді областей країни. Особливо суворим був голодомор 1770-1771 рр.., який перевершив за своїми наслідками всі ті, що були раніше. Ліберальний експеримент був припинений, але через кілька років, в 1774-1776 рр.., його повторили знову. Ця спроба також зазнала невдачі, викликавши новий сплеск масового голоду і народні повстання, після чого уряд ліберальних економістів (фізіократів) на чолі з Тюрго був змушений піти у відставку.
Напередодні революції була зроблена ще одна спроба введення ліберальної ринкової економіки. У 1786 році був укладений договір про вільну торгівлю з Великою Британією, що призвів до масового імпорту до Франції англійських товарів. За оцінками сучасників, протягом 2 років після підписання договору це призвело до звільнення 500 тисяч французьких робітників і банкрутства 10 тисяч підприємств країни. Знову відновилися голодомори — той, що трапився в 1788-1789 рр.., Напередодні революції, за оцінкою С. Каплана, перевершив за своїми катастрофічних наслідків голодомор 1770-1771 рр...
І. Валлерстайн і С. Каплан вважають, що саме спроби слідувати порадам ліберальних економістів (фізіократів) при введенні ринкових відносин у Франції напередодні 1789 викликали масовий голод, безробіття серед населення країни і сприяли початку Французької революції і ексцесів її першого етапу.
У цілому той характер, який прийняла надалі Французька революція, випливав з необхідності зламу Старого порядку і знищення його інститутів, усвідомлюваної більшістю суспільства, а також був пов'язаний з масовим протестом населення проти заходів по утвердженню нового капіталістичного режиму, якими воно було незадоволене. У наступні роки це вилилося в ностальгію французів по Старому порядку, яку відчували не тільки дворяни, а й, наприклад, селяни під час контрреволюційних заколотів в Вандеї та інших провінціях. Бажання повернути стабільність, що панувала при Старому порядку, виразилося у зростанні монархічних настроїв, що досягли свого піку у Франції напередодні приходу до влади Наполеона Бонапарта.